# Undercover (album)
Undercover je studiové album anglické rockové skupiny The Rolling Stones. Vyšlo v listopadu roku 1983 a jeho producenty byli Chris Kimsey a duo The Glimmer Twins (tedy zpěvák Mick Jagger a kytarista Keith Richards). Nahráno bylo během listopadu a prosince 1982 a znovu od května do srpna následujícího roku. V hitparádě Billboard 200 se album umístilo na čtvrté příčce, v UK Albums Chart na třetí.

## Seznam skladeb
| Pořadí | Název                         | Autor                         | Délka |
| ------ | ----------------------------- | ----------------------------- | ----- |
| 1.     | Undercover of the Night       | Mick Jagger, Keith Richards   | 4:31  |
| 2.     | She Was Hot                   | Jagger, Richards              | 4:40  |
| 3.     | Tie You Up (The Pain of Love) | Jagger, Richards              | 4:16  |
| 4.     | Wanna Hold You                | Jagger, Richards              | 3:52  |
| 5.     | Feel On Baby                  | Jagger, Richards              | 5:03  |
| 6.     | Too Much Blood                | Jagger, Richards              | 6:14  |
| 7.     | Pretty Beat Up                | Jagger, Richards, Ronnie Wood | 4:03  |
| 8.     | Too Tough                     | Jagger, Richards              | 3:52  |
| 9.     | All the Way Down              | Jagger, Richards              | 3:12  |
| 10.    | It Must Be Hell               | Jagger, Richards              | 5:03  |

## Obsazení
The Rolling Stones
- Mick Jagger – zpěv, kytara, harmonika, doprovodné vokály
- Keith Richards – kytara, zpěv, baskytara, doprovodné vokály
- Ronnie Wood – kytara, baskytara, doprovodné vokály
- Bill Wyman – baskytara, perkuse, klavír
- Charlie Watts – bicí

Ostatní hudebníci
- Chuck Leavell – klávesy, varhany, klavír
- Ian Stewart – klavír, perkuse
- David Sanborn – saxofon
- CHOPS – rohy
- Sly Dunbar – perkuse
- Robbie Shakespeare – baskytara
- Moustapha Cisse – perkuse
- Brahms Coundoul – perkuse
- Martin Ditcham – perkuse
- Jim Barber – kytara